# توم باين (لاعب كرة سلة)
توم باين (19 نوفمبر 1950 بلويفيل في الولايات المتحدة - ) (بالإنجليزية: Tom Payne)‏ هو لاعب كرة سلة أمريكي في مركز الوسط. لعب مع كنتاكي وايلدكاتس ‏.

## وصلات خارجية
- توم باين على موقع إن بي أي (الإنجليزية)
- توم باين على موقع سبورتس رفرنس (الإنجليزية)
- توم باين على موقع كلية كرة السلة في سبورتس رفرنس.كوم (الإنجليزية)
- توم باين على موقع ريلجم (الإنجليزية)
- توم باين على موقع بروبوليرز (الإنجليزية)
- توم باين على موقع بوكس ريك (الإنجليزية) (registration required)